# Anil Büyüktunca
Anil Büyüktunca (* bekannt als Coach Anil) ist ein deutscher Box- und MMA-Trainer. Er verfügt über die A-Lizenz des Deutschen Boxsport-Verbandes (DBV) und wurde insbesondere durch seine Arbeit mit Kerim Engizek, Islam Dulatov sowie mehreren Profiboxern bekannt.

## Leben
Büyüktunca begann im Alter von 19 Jahren mit dem Boxen, verfolgte aber keine Profikarriere und konzentrierte sich früh auf das Coaching. Er erwarb später die höchste Trainerlizenz im deutschen Boxsport (A-Lizenz).

## Karriere
Coach Anil betreut sowohl Boxer als auch MMA-Kämpfer. Dokumentiert sind insbesondere seine Eckeinsätze, Trainingsarbeit und mediale Präsenz bei mehreren Profiboxern:
- Armin Ajrulai (Supermittelgewicht): Zusammenarbeit in Camps und Medienformaten.[3]
- Younes Zarraa (Welter-/Superwelter): Teil des »Teams Coach Anil« und Gast in Podcasts.[4]
- Abdoul Boni (Mittelgewicht): betreut beim Profidebüt in Bonn.[5]

Im MMA-Bereich betreute er u. a. Kerim Engizek und Islam Dulatov.
2024 wurde er bei einer MMA-Großveranstaltung in Köln, die rund 20.000 Zuschauer verfolgten, als Trainer gefeiert.

### Athleten (Auswahl)
- Armin Ajrulai (Boxen, Supermittelgewicht)[3]
- Younes Zarraa (Boxen, Welter/Superwelter)[4]
- Abdoul Boni (Boxen, Mittelgewicht)[5]
- Islam Dulatov (MMA)[6]

## Zusammenarbeit mit VON DONAU
Im August 2025 übernahm die VON DONAU GmbH das Medien- und Sponsoring-Management für Coach Anil, inklusive strategischer Positionierung, Partner- und Sponsorenkommunikation sowie Auftritten in Formaten wie Keynotes, Workshops oder Teamprojekten.

## Medienpräsenz
Coach Anil ist auf Plattformen wie YouTube (z. B. »Corner Talk«), Instagram und TikTok aktiv und teilt dort Trainings-, Interview- und Motivationsinhalte.